# Тајванска канаста
Тајванска канаста је југословенски филм из 1985. године, који је режирао Горан Марковић, а сценарио су писали Милан Николић и Горан Марковић.
Југословенска кинотека у сарадњи са А1 и Центар филмом је дигитално обновила филм. Свечана пројекција је одржана 15. новембра 2022 године.

## Радња
Саша је четрдесетогодишњи незапослени архитекта. Поред супруге, има и младу девојку Вању, а одржава контакте и са другим женама. Заокупљен је израдом покретних скулптура које нико осим њега не схвата озбиљно. Такав, неуротичан и несигуран, потпуно одговара групи сумњивих типова који га асимилирају.

## Улоге
| Глумац                 | Улога                  |
| ---------------------- | ---------------------- |
| Борис Комненић         | Саша                   |
| Неда Арнерић           | Нарциса                |
| Радко Полич            | Душан                  |
| Гордана Гаџић          | Иванка                 |
| Предраг Манојловић     | Инспектор Раде „Сељак“ |
| Петар Божовић          | Пеђа                   |
| Бора Тодоровић         | Јоги                   |
| Семка Соколовић-Берток | Директорка музеја      |
| Богдан Диклић          | Драженко               |
| Воја Брајовић          | Драгош                 |
| Мило Мирановић         | Социјални радник       |
| Розалија Леваи         | Симонида               |
| Ана Красојевић         | Сашина мајка           |
| Јосиф Татић            | Боца                   |
| Владимир Радовановић   | Риста                  |
| Љубомир Ћипранић       | Келнер                 |
| Ратко Танкосић         | Возач паука            |
| Јован Никчевић         |                        |
| Љубо Шкиљевић          | Радник на изложби      |
| Владимир Јевтовић      | Техничар               |
| Ванеса Ојданић         | Девојка са аеродрома   |
| Небојша Глишић         | ТВ водитељ             |
| Богољуб Динић          | Грађевински инспектор  |
| Тома Курузовић         | Полицајац за машином   |
| Ивона Маринков         | Вања                   |
| Богдан Јакуш           |                        |
| Драган Кресоја         |                        |
| Мирјана Блашковић      |                        |
| Бранка Секуловић       |                        |
| Никола Дедић           |                        |
| Бојан Бочина           |                        |
| Илија Николић          |                        |
| Страхиња Мојић         |                        |
| Мирјана Срђевић        |                        |
| Милан Младеновић       |                        |
| Маргита Стефановић     | Драгана, Сашина сестра |

## Специјални гости
- Маргита Стефановић — Драгана
- Срђан Карановић — Гост на изложби
- Горан Марковић — Момак у реду за телефон
- Желимир Жилник

## Награде
- На Филмском фестивалу у Пули Гордана Гаџић је добила Златну арену за најбољу епизодну улогу.[2]
- На Филмским сусретима у Нишу Гордана Гаџић и Борис Комненић су добили повеље за запажене улоге.[3]